# Élections départementales de 2015 dans les Côtes-d'Armor
Les élections départementales ont lieu les 22 et 29 mars 2015.

## Contexte départemental
Europe Écologie Les Verts ne partira pas en alliance au premier tour avec le Parti socialiste.

### Assemblée départementale sortante
Avant les élections, le conseil général des Côtes-d'Armor est présidé par Claudy Lebreton (PS). 
Il comprend 52 conseillers généraux issus des 52 cantons des Côtes-d'Armor. Après le redécoupage cantonal de 2014, ce sont 54 conseillers départementaux qui seront élus au sein des 27 nouveaux cantons des Côtes-d'Armor.
| Parti                             | Sigle | Sigle | Élus |
| --------------------------------- | ----- | ----- | ---- |
| Majorité (38 sièges)              |       |       |      |
| Parti socialiste                  |       | PS    | 29   |
| Divers gauche                     |       | DVG   | 5    |
| Parti communiste français         |       | PCF   | 3    |
| Europe Écologie Les Verts         |       | EÉLV  | 1    |
| Opposition (14 sièges)            |       |       |      |
| Union pour un mouvement populaire |       | UMP   | 7    |
| Divers droite                     |       | DVD   | 4    |
| Mouvement démocrate               |       | MoDem | 3    |
| Président du conseil général      |       |       |      |
| Claudy Lebreton (PS)              |       |       |      |

### Assemblée départementale élue
| Parti                                | Sigle | Sigle | Élus |
| ------------------------------------ | ----- | ----- | ---- |
| Majorité (34 sièges)                 |       |       |      |
| Divers droite                        |       | DVD   | 18   |
| Union pour un mouvement populaire    |       | UMP   | 9    |
| Union des démocrates et indépendants |       | UDI   | 6    |
| Mouvement démocrate                  |       | MoDem | 1    |
| Opposition (20 sièges)               |       |       |      |
| Parti socialiste                     |       | PS    | 12   |
| Parti communiste français            |       | PCF   | 5    |
| Divers gauche                        |       | DVG   | 3    |
| Président du conseil départemental   |       |       |      |
| Alain Cadec (UMP)                    |       |       |      |

## Résultats à l'échelle du département

### Résultats par nuances du ministère de l'Intérieur
Les nuances utilisées par le ministère de l'Intérieur ne tiennent pas compte des alliances locales.
| Binômes     | Binômes            | Premier tour | Premier tour | Second tour | Second tour | Sièges |
| Binômes     | Binômes            | Voix         | %            | Voix        | %           | Sièges |
| ----------- | ------------------ | ------------ | ------------ | ----------- | ----------- | ------ |
|             | DVD                | 44 451       | 18,53        | 60 019      | 26,59       | 12     |
|             | Union de la droite | 25 825       | 10,76        | 36 133      | 16,01       | 14     |
|             | UMP                | 8 428        | 3,51         | 9 657       | 4,28        | 4      |
|             | UDI                | 2 981        | 1,24         | 4 281       | 1,90        | 2      |
|             | UC                 | 2 795        | 1,17         | 3 681       | 1,63        | 2      |
| Droite      | Droite             | 84 480       | 35,21        | 113 771     | 50,41       | 34     |
|             |                    |              |              |             |             |        |
|             | PS                 | 40 043       | 16,69        | 53 879      | 23,87       | 8      |
|             | Union de la gauche | 30 692       | 12,79        | 35 654      | 15,80       | 10     |
|             | DVG                | 28 359       | 11,82        | 20 174      | 8,94        | 2      |
|             | FG                 | 3 792        | 1,58         |             |             |        |
|             | EÉLV               | 3 265        | 1,36         |             |             |        |
|             | PCF                | 1 651        | 0,69         |             |             |        |
| Gauche      | Gauche             | 107 802      | 44,93        | 109 707     | 48,61       | 20     |
|             |                    |              |              |             |             |        |
|             | FN                 | 45 556       | 18,99        | 2 215       | 0,98        | 0      |
|             |                    |              |              |             |             |        |
|             | EXG                | 1 180        | 0,49         |             |             |        |
|             |                    |              |              |             |             |        |
|             | Divers             | 883          | 0,37         |             |             |        |
|             |                    |              |              |             |             |        |
| Inscrits    | Inscrits           | 450 929      | 100,00       | 437 252     | 100,00      |        |
| Abstentions | Abstentions        | 197 298      | 43,75        | 192 186     | 43,95       |        |
| Votants     | Votants            | 253 631      | 56,25        | 245 066     | 56,05       |        |
| Blancs      | Blancs             | 8 860        | 3,49         | 11 872      | 4,84        |        |
| Nuls        | Nuls               | 4 870        | 1,92         | 7 501       | 3,06        |        |
| Exprimés    | Exprimés           | 239 901      | 94,59        | 225 693     | 92,09       |        |

### Résultats par canton
| Canton                 | Conseiller sortant     | Parti                | Parti       | Conseiller élu            | Parti            | Parti            |
| ---------------------- | ---------------------- | -------------------- | ----------- | ------------------------- | ---------------- | ---------------- |
| Bégard                 | Gérard Le Caër*        |                      | PCF         | Cinderella Bernard        |                  | PCF              |
| Bégard                 | Gérard Le Caër*        | Vincent Le Meaux     | PCF         |                           | PS               |                  |
| Belle-Isle-en-Terre    | Marie-Claire Le Bras*  |                      | PS          | Canton supprimé           | Canton supprimé  | Canton supprimé  |
| Bourbriac              | René Le Lepvrier*      |                      | PS          | Canton supprimé           | Canton supprimé  | Canton supprimé  |
| Broons                 | Annick Amice*          |                      | UMP         | Mickaël Chevalier         |                  | UDI              |
| Broons                 | Annick Amice*          | Isabelle Goré-Chapel | UMP         |                           | DVD              |                  |
| Callac                 | Christian Coail*       |                      | PS          | Christian Coail           |                  | PS               |
| Callac                 | Christian Coail*       | Claudine Guillou     | PS          |                           | PS               |                  |
| Caulnes                | Gérard Bertrand        |                      | UMP         | Canton supprimé           | Canton supprimé  | Canton supprimé  |
| Châtelaudren           | Yves-Jean Le Coqû      |                      | MoDem       | Canton supprimé           | Canton supprimé  | Canton supprimé  |
| Collinée               | Monique Haméon         |                      | PCF         | Canton supprimé           | Canton supprimé  | Canton supprimé  |
| Corlay                 | Jean Le Cam*           |                      | MoDem       | Canton supprimé           | Canton supprimé  | Canton supprimé  |
| Dinan                  | Canton créé            | Canton créé          | Canton créé | Brigitte Balay-Mizrahi    |                  | DVD              |
| Dinan                  | Canton créé            | Canton créé          | Canton créé | René Degrenne             |                  | DVD              |
| Dinan-Est              | Michel Vaspart*        |                      | UMP         | Canton supprimé           | Canton supprimé  | Canton supprimé  |
| Dinan-Ouest            | André Calistri*        |                      | PS          | Canton supprimé           | Canton supprimé  | Canton supprimé  |
| Étables-sur-Mer        | Loïc Raoult            |                      | PS          | Canton supprimé           | Canton supprimé  | Canton supprimé  |
| Évran                  | Michel Daugan          |                      | DVD         | Canton supprimé           | Canton supprimé  | Canton supprimé  |
| Gouarec                | Michel André*          |                      | PS          | Canton supprimé           | Canton supprimé  | Canton supprimé  |
| Guingamp               | Didier Robert*         |                      | PS          | Laurence Corson           |                  | DVD              |
| Guingamp               | Didier Robert*         | Yannick Kerlogot     | PS          |                           | DVG              |                  |
| Jugon-les-Lacs         | Claudy Lebreton*       |                      | PS          | Canton supprimé           | Canton supprimé  | Canton supprimé  |
| La Chèze               | Daniel Thomas          |                      | DVD         | Canton supprimé           | Canton supprimé  | Canton supprimé  |
| Lamballe               | Marie-Christine Cléret |                      | PS          | Marie-Christine Cléret    |                  | PS               |
| Lamballe               | Marie-Christine Cléret | Robert Rault         | PS          |                           | DVG              |                  |
| Langueux               | Jean-Yves Lagadec*     |                      | PS          | Canton supprimé           | Canton supprimé  | Canton supprimé  |
| Lannion                | Denis Mer*             |                      | PS          | Claudine Féjean           |                  | PCF              |
| Lannion                | Denis Mer*             | Patrice Kervaon      | PS          |                           | PS               |                  |
| Lanvallay              | Canton créé            | Canton créé          | Canton créé | Michel Daugan             |                  | DVD              |
| Lanvallay              | Canton créé            | Canton créé          | Canton créé | Véronique Meheust         |                  | UMP              |
| Lanvollon              | Jean Le Floc'h*        |                      | PS          | Canton supprimé           | Canton supprimé  | Canton supprimé  |
| La Roche-Derrien       | Janine Le Béchec*      |                      | PS          | Canton supprimé           | Canton supprimé  | Canton supprimé  |
| Lézardrieux            | Yves Le Roux*          |                      | PS          | Canton supprimé           | Canton supprimé  | Canton supprimé  |
| Loudéac                | Gérard Huet*           |                      | DVD         | Béatrice Boulander        |                  | UMP              |
| Loudéac                | Gérard Huet*           | Romain Boutron       | DVD         |                           | DVD              |                  |
| Maël-Carhaix           | Joël Le Croisier*      |                      | PS          | Canton supprimé           | Canton supprimé  | Canton supprimé  |
| Matignon               | Marie-Reine Tillon     |                      | DVG         | Canton supprimé'          | Canton supprimé' | Canton supprimé' |
| Merdrignac             | Régine Angée*          |                      | DVD         | Canton supprimé           | Canton supprimé  | Canton supprimé  |
| Moncontour             | Jean-Jacques Bizien*   |                      | PS          | Canton supprimé           | Canton supprimé  | Canton supprimé  |
| Mûr-de-Bretagne        | Monique Le Clezio      |                      | PS          | Céline Guillaume          |                  | DVD              |
| Mûr-de-Bretagne        | Monique Le Clezio      | Loïc Roscouët        | PS          |                           | UMP              |                  |
| Paimpol                | Éric Bothorel          |                      | PS          | Jean-Yves de Chaisemartin |                  | UDI              |
| Paimpol                | Éric Bothorel          | Monique Nicolas      | PS          |                           | UDI              |                  |
| Perros-Guirec          | Sylvie Bourbigot       |                      | EÉLV        | Erven Léon                |                  | DVD              |
| Perros-Guirec          | Sylvie Bourbigot       | Nicole Michel        | EÉLV        |                           | UMP              |                  |
| Plaintel               | Canton créé            | Canton créé          | Canton créé | Thibaut Guignard          |                  | UMP              |
| Plaintel               | Canton créé            | Canton créé          | Canton créé | Delphine Martin           |                  | DVD              |
| Plancoët               | Philippe Meslay        |                      | PS          | Marie-Christine Cotin     |                  | DVD              |
| Plancoët               | Philippe Meslay        | Michel Desbois       | PS          |                           | UMP              |                  |
| Plélan-le-Petit        | Pascale Guilcher       |                      | DVG         | Canton supprimé           | Canton supprimé  | Canton supprimé  |
| Plélo                  | Canton créé            | Canton créé          | Canton créé | Françoise Golhen          |                  | DVD              |
| Plélo                  | Canton créé            | Canton créé          | Canton créé | Yves-Jean Le Coqû         |                  | MoDem            |
| Plénée-Jugon           | Canton créé            | Canton créé          | Canton créé | Monique Haméon            |                  | PCF              |
| Plénée-Jugon           | Canton créé            | Canton créé          | Canton créé | Didier Yon                |                  | DVG              |
| Pléneuf-Val-André      | Yannick Morin          |                      | UMP         | Marie-Madeleine Michel    |                  | DVD              |
| Pléneuf-Val-André      | Yannick Morin          | Yannick Morin        | UMP         |                           | UMP              |                  |
| Plérin                 | Paule Quéméré*         |                      | PS          | Alain Cadec               |                  | UMP              |
| Plérin                 | Paule Quéméré*         | Monique Le Vée       | PS          |                           | DVD              |                  |
| Pleslin-Trigavou       | Canton créé            | Canton créé          | Canton créé | Françoise Bichon          |                  | DVD              |
| Pleslin-Trigavou       | Canton créé            | Canton créé          | Canton créé | Eugène Caro               |                  | DVD              |
| Plestin-les-Grèves     | André Coënt            |                      | PS          | André Coënt               |                  | PS               |
| Plestin-les-Grèves     | André Coënt            | Claudine Le Bastard  | PS          |                           | PCF              |                  |
| Plœuc-sur-Lié          | Gérard Le Guilloux*    |                      | DVG         | Canton supprimé           | Canton supprimé  | Canton supprimé  |
| Plouagat               | Jean-Pierre Le Goux*   |                      | MoDem       | Canton supprimé           | Canton supprimé  | Canton supprimé  |
| Plouaret               | Gérard Quilin          |                      | PS          | Canton supprimé           | Canton supprimé  | Canton supprimé  |
| Ploubalay              | Charles Josselin*      |                      | PS          | Canton supprimé           | Canton supprimé  | Canton supprimé  |
| Ploufragan             | Christine Orain        |                      | PS          | Jean-Marc Dejoué          |                  | PCF              |
| Ploufragan             | Christine Orain        | Christine Orain      | PS          |                           | PS               |                  |
| Plouguenast            | Ange Helloco*          |                      | DVG         | Canton supprimé           | Canton supprimé  | Canton supprimé  |
| Plouha                 | Philippe Delsol*       |                      | PS          | Valérie Rumiano           |                  | UMP              |
| Plouha                 | Philippe Delsol*       | Thierry Simelière    | PS          |                           | UDI              |                  |
| Pontrieux              | Vincent Le Meaux       |                      | PS          | Canton supprimé           | Canton supprimé  | Canton supprimé  |
| Quintin                | Marc Le Fur*           |                      | UMP         | Canton supprimé           | Canton supprimé  | Canton supprimé  |
| Rostrenen              | Alain Guéguen          |                      | PS          | Alain Guéguen             |                  | PS               |
| Rostrenen              | Alain Guéguen          | Sandra Le Nouvel     | PS          |                           | PS               |                  |
| Saint-Brieuc-1         | Canton créé            | Canton créé          | Canton créé | Gérard Blégean            |                  | UDI              |
| Saint-Brieuc-1         | Canton créé            | Canton créé          | Canton créé | Brigitte Blevin           |                  | DVD              |
| Saint-Brieuc-2         | Canton créé            | Canton créé          | Canton créé | Nadège Langlais           |                  | PS               |
| Saint-Brieuc-2         | Canton créé            | Canton créé          | Canton créé | Christian Provost         |                  | DVG              |
| Saint-Brieuc-Nord      | Alain Cadec            |                      | UMP         | Canton supprimé           | Canton supprimé  | Canton supprimé  |
| Saint-Brieuc-Ouest     | Michel Brémont*        |                      | PS          | Canton supprimé           | Canton supprimé  | Canton supprimé  |
| Saint-Brieuc-Sud       | Christian Provost      |                      | DVG         | Canton supprimé           | Canton supprimé  | Canton supprimé  |
| Saint-Nicolas-du-Pélem | Michel Connan*         |                      | PCF         | Canton supprimé           | Canton supprimé  | Canton supprimé  |
| Trégueux               | Canton créé            | Canton créé          | Canton créé | Sylvie Guignard           |                  | UDI              |
| Trégueux               | Canton créé            | Canton créé          | Canton créé | Fernand Robert            |                  | DVD              |
| Tréguier               | Isabelle Nicolas       |                      | PS          | Pierrick Gouronnec        |                  | PS               |
| Tréguier               | Isabelle Nicolas       | Isabelle Nicolas     | PS          |                           | PS               |                  |
| Uzel                   | Loïc Roscouët          |                      | UMP         | Canton supprimé           | Canton supprimé  | Canton supprimé  |

* Conseillers généraux sortants ne se représentant pas

## Résultats par canton

### Canton de Bégard
Conseiller sortant : Gérard Le Caër (PCF)
| Candidats            | Candidats          | Partis      | Partis      | Premier tour | Premier tour | Second tour | Second tour |
| Candidats            | Candidats          | Partis      | Partis      | Voix         | %            | Voix        | %           |
| -------------------- | ------------------ | ----------- | ----------- | ------------ | ------------ | ----------- | ----------- |
| 1                    | Xavier Gaudu       |             | FN          | 1 791        | 20,04        |             |             |
| 1                    | Mélinda Le Corre   |             | FN          | 1 791        | 20,04        |             |             |
| 2                    | Aline Elophe       |             | DVD         | 2 290        | 25,63        | 3 205       | 38,94       |
| 2                    | Yvon Garrec        |             | DVD         | 2 290        | 25,63        | 3 205       | 38,94       |
| 3                    | Cinderella Bernard |             | PCF         | 4 048        | 45,30        | 5 025       | 61,06       |
| 3                    | Vincent Le Meaux*  |             | PS          | 4 048        | 45,30        | 5 025       | 61,06       |
| 4                    | Thierry Perennes   |             | NPA         | 806          | 9,02         |             |             |
| 4                    | Katell Rivoal      |             | NPA         | 806          | 9,02         |             |             |
|                      |                    |             |             |              |              |             |             |
| Inscrits             | Inscrits           | Inscrits    | Inscrits    | 16 591       | 100,00       | 16 590      | 100,00      |
| Abstentions          | Abstentions        | Abstentions | Abstentions | 7 052        | 42,50        | 7 491       | 45,15       |
| Votants              | Votants            | Votants     | Votants     | 9 539        | 57,50        | 9 099       | 54,85       |
| Blancs               | Blancs             | Blancs      | Blancs      | 359          | 3,76         | 487         | 5,35        |
| Nuls                 | Nuls               | Nuls        | Nuls        | 245          | 2,57         | 382         | 4,20        |
| Exprimés             | Exprimés           | Exprimés    | Exprimés    | 8 935        | 93,67        | 8 230       | 90,45       |
| * conseiller sortant |                    |             |             |              |              |             |             |

### Canton de Broons
Conseillère sortante: Annick Amice (UMP)
| Candidats   | Candidats            | Partis      | Partis      | Premier tour | Premier tour | Second tour | Second tour |
| Candidats   | Candidats            | Partis      | Partis      | Voix         | %            | Voix        | %           |
| ----------- | -------------------- | ----------- | ----------- | ------------ | ------------ | ----------- | ----------- |
| 1           | Mickaël Chevalier    |             | UDI         | 3 845        | 41,73        | 4 360       | 44,33       |
| 1           | Isabelle Goré-Chapel |             | DVD         | 3 845        | 41,73        | 4 360       | 44,33       |
| 2           | Odile de Mellon      |             | FN          | 2 399        | 26,03        | 2 215       | 22,52       |
| 2           | Pierre-Marie Launay  |             | FN          | 2 399        | 26,03        | 2 215       | 22,52       |
| 3           | Pascal Bouillon      |             | PS          | 2 971        | 32,24        | 3 260       | 33,15       |
| 3           | Monique Leclerc      |             | PS          | 2 971        | 32,24        | 3 260       | 33,15       |
|             |                      |             |             |              |              |             |             |
| Inscrits    | Inscrits             | Inscrits    | Inscrits    | 17 240       | 100,00       | 17 235      | 100,00      |
| Abstentions | Abstentions          | Abstentions | Abstentions | 7 442        | 43,17        | 7 014       | 40,70       |
| Votants     | Votants              | Votants     | Votants     | 9 798        | 56,83        | 10 221      | 59,30       |
| Blancs      | Blancs               | Blancs      | Blancs      | 375          | 3,83         | 255         | 2,49        |
| Nuls        | Nuls                 | Nuls        | Nuls        | 208          | 2,12         | 131         | 1,28        |
| Exprimés    | Exprimés             | Exprimés    | Exprimés    | 9 215        | 94,05        | 9 835       | 96,22       |

### Canton de Callac
Conseiller sortant : Christian Coail (PS)
| Candidats            | Candidats           | Partis      | Partis      | Premier tour | Premier tour |
| Candidats            | Candidats           | Partis      | Partis      | Voix         | %            |
| -------------------- | ------------------- | ----------- | ----------- | ------------ | ------------ |
| 1                    | Marc Hervé          |             | DVD         | 1 803        | 24,51        |
| 1                    | Martine Tison       |             | UMP         | 1 803        | 24,51        |
| 2                    | Christian Coail*    |             | PS          | 4 191        | 56,98        |
| 2                    | Claudine Guillou    |             | PS          | 4 191        | 56,98        |
| 3                    | Catherine Blein     |             | FN          | 1 361        | 18,50        |
| 3                    | Axel de La Mardière |             | FN          | 1 361        | 18,50        |
|                      |                     |             |             |              |              |
| Inscrits             | Inscrits            | Inscrits    | Inscrits    | 13 619       | 100,00       |
| Abstentions          | Abstentions         | Abstentions | Abstentions | 5 637        | 41,39        |
| Votants              | Votants             | Votants     | Votants     | 7 982        | 58,61        |
| Blancs               | Blancs              | Blancs      | Blancs      | 382          | 4,79         |
| Nuls                 | Nuls                | Nuls        | Nuls        | 245          | 3,07         |
| Exprimés             | Exprimés            | Exprimés    | Exprimés    | 7 355        | 92,14        |
| * conseiller sortant |                     |             |             |              |              |

### Canton de Dinan
| Candidats   | Candidats              | Partis      | Partis      | Premier tour | Premier tour | Second tour | Second tour |
| Candidats   | Candidats              | Partis      | Partis      | Voix         | %            | Voix        | %           |
| ----------- | ---------------------- | ----------- | ----------- | ------------ | ------------ | ----------- | ----------- |
| 1           | Anne-Cécile Briec-Lamé |             | DVG         | 2 409        | 29,86        | 3 713       | 46,76       |
| 1           | Philippe Landuré       |             | PS          | 2 409        | 29,86        | 3 713       | 46,76       |
| 2           | Sylvie Bénard-Labbé    |             | FG          | 889          | 11,02        |             |             |
| 2           | Franck Brault          |             | EÉLV        | 889          | 11,02        |             |             |
| 3           | Brigitte Balay-Mizrahi |             | DVD         | 2 916        | 36,14        | 4 228       | 53,24       |
| 3           | René Degrenne          |             | DVD         | 2 916        | 36,14        | 4 228       | 53,24       |
| 4           | Gérard de Mellon       |             | FN          | 1 535        | 19,03        |             |             |
| 4           | Jacqueline Delobel     |             | FN          | 1 535        | 19,03        |             |             |
| 5           | Nicolas Bourgneuf      |             | NC          | 319          | 3,95         |             |             |
| 5           | Angélique Nourry       |             | NC          | 319          | 3,95         |             |             |
|             |                        |             |             |              |              |             |             |
| Inscrits    | Inscrits               | Inscrits    | Inscrits    | 16 240       | 100,00       | 16 238      | 100,00      |
| Abstentions | Abstentions            | Abstentions | Abstentions | 7 711        | 47,48        | 7 566       | 46,59       |
| Votants     | Votants                | Votants     | Votants     | 8 529        | 52,52        | 8 672       | 53,41       |
| Blancs      | Blancs                 | Blancs      | Blancs      | 328          | 3,85         | 473         | 5,45        |
| Nuls        | Nuls                   | Nuls        | Nuls        | 133          | 1,56         | 258         | 2,98        |
| Exprimés    | Exprimés               | Exprimés    | Exprimés    | 8 068        | 94,59        | 7 941       | 91,57       |

### Canton de Guingamp
| Candidats   | Candidats                  | Partis      | Partis      | Premier tour | Premier tour | Second tour | Second tour |
| Candidats   | Candidats                  | Partis      | Partis      | Voix         | %            | Voix        | %           |
| ----------- | -------------------------- | ----------- | ----------- | ------------ | ------------ | ----------- | ----------- |
| 1           | Pierre-Yves Conan          |             | DVG         | 2 156        | 22,77        | 3 302       | 36,65       |
| 1           | Francette Le Garff-Truhaud |             | PS          | 2 156        | 22,77        | 3 302       | 36,65       |
| 2           | Cyril Bisson               |             | PCF         | 892          | 9,42         |             |             |
| 2           | Sophie Perennes            |             | PCF         | 892          | 9,42         |             |             |
| 3           | Mona Bras                  |             | UDB         | 475          | 5,02         |             |             |
| 3           | Serge Jahan                |             | UDB         | 475          | 5,02         |             |             |
| 4           | Thierry Richard            |             | DVG         | 89           | 0,94         |             |             |
| 4           | Alexandra Semet            |             | DVG         | 89           | 0,94         |             |             |
| 5           | Claire Bihan               |             | FN          | 1 760        | 18,59        |             |             |
| 5           | Daniel Fernandes           |             | FN          | 1 760        | 18,59        |             |             |
| 6           | Laurence Corson            |             | DVD         | 4 098        | 43,27        | 5 708       | 63,35       |
| 6           | Yannick Kerlogot           |             | DVG         | 4 098        | 43,27        | 5 708       | 63,35       |
|             |                            |             |             |              |              |             |             |
| Inscrits    | Inscrits                   | Inscrits    | Inscrits    | 18 561       | 100,00       | 18 555      | 100,00      |
| Abstentions | Abstentions                | Abstentions | Abstentions | 8 484        | 45,71        | 8 690       | 46,83       |
| Votants     | Votants                    | Votants     | Votants     | 10 077       | 54,29        | 9 865       | 53,17       |
| Blancs      | Blancs                     | Blancs      | Blancs      | 401          | 3,98         | 485         | 4,92        |
| Nuls        | Nuls                       | Nuls        | Nuls        | 206          | 2,04         | 370         | 3,75        |
| Exprimés    | Exprimés                   | Exprimés    | Exprimés    | 9 470        | 93,98        | 9 010       | 91,33       |

### Canton de Lamballe
| Candidats            | Candidats               | Partis      | Partis      | Premier tour | Premier tour | Second tour | Second tour |
| Candidats            | Candidats               | Partis      | Partis      | Voix         | %            | Voix        | %           |
| -------------------- | ----------------------- | ----------- | ----------- | ------------ | ------------ | ----------- | ----------- |
| 1                    | Gilles Boulin           |             | ND          | 396          | 4,13         |             |             |
| 1                    | Nadège Lefeuvre         |             | ND          | 396          | 4,13         |             |             |
| 2                    | Marie-Christine Cleret* |             | PS          | 4 190        | 43,74        | 5 033       | 53,71       |
| 2                    | Robert Rault            |             | DVG         | 4 190        | 43,74        | 5 033       | 53,71       |
| 3                    | Steve Lulin             |             | FN          | 1 674        | 17,48        |             |             |
| 3                    | Annie Rouxel            |             | FN          | 1 674        | 17,48        |             |             |
| 4                    | Jean-Luc Guymard        |             | DVD         | 2 894        | 30,21        | 4 338       | 46,29       |
| 4                    | Rosalie Le Boëdec       |             | DVD         | 2 894        | 30,21        | 4 338       | 46,29       |
| 5                    | Isabelle Pemartin       |             | EÉLV        | 425          | 4,44         |             |             |
| 5                    | Jean-Michel Viel        |             | EÉLV        | 425          | 4,44         |             |             |
|                      |                         |             |             |              |              |             |             |
| Inscrits             | Inscrits                | Inscrits    | Inscrits    | 17 897       | 100,00       | 17 892      | 100,00      |
| Abstentions          | Abstentions             | Abstentions | Abstentions | 7 854        | 43,88        | 7 867       | 43,97       |
| Votants              | Votants                 | Votants     | Votants     | 10 043       | 56,12        | 10 025      | 56,03       |
| Blancs               | Blancs                  | Blancs      | Blancs      | 290          | 2,89         | 398         | 3,97        |
| Nuls                 | Nuls                    | Nuls        | Nuls        | 174          | 1,73         | 256         | 2,55        |
| Exprimés             | Exprimés                | Exprimés    | Exprimés    | 9 579        | 95,38        | 9 371       | 93,48       |
| * conseiller sortant |                         |             |             |              |              |             |             |

### Canton de Lannion
| Candidats   | Candidats          | Partis      | Partis      | Premier tour | Premier tour | Second tour | Second tour |
| Candidats   | Candidats          | Partis      | Partis      | Voix         | %            | Voix        | %           |
| ----------- | ------------------ | ----------- | ----------- | ------------ | ------------ | ----------- | ----------- |
| 1           | Jean-Yves Callac   |             | MBP         | 797          | 9,56         |             |             |
| 1           | Caroline Queniat   |             | MBP         | 797          | 9,56         |             |             |
| 2           | Sylvie Jehanno     |             | DVD         | 1 680        | 20,16        | 2 799       | 37,86       |
| 2           | Jean-Yves Roué     |             | DVD         | 1 680        | 20,16        | 2 799       | 37,86       |
| 3           | Claudine Fejean    |             | PCF         | 2 859        | 34,31        | 4 595       | 62,14       |
| 3           | Patrice Kervaon    |             | PS          | 2 859        | 34,31        | 4 595       | 62,14       |
| 4           | Raymond Blanc      |             | FN          | 1 232        | 14,78        |             |             |
| 4           | Alice Lucas        |             | FN          | 1 232        | 14,78        |             |             |
| 5           | Françoise Le Men   |             | DVG         | 1 392        | 16,70        |             |             |
| 5           | Cédric Seureau     |             | EÉLV        | 1 392        | 16,70        |             |             |
| 6           | Joëlle Boubounelle |             | LO          | 374          | 4,49         |             |             |
| 6           | Yann Guéguen       |             | LO          | 374          | 4,49         |             |             |
|             |                    |             |             |              |              |             |             |
| Inscrits    | Inscrits           | Inscrits    | Inscrits    | 16 458       | 100,00       | 16 455      | 100,00      |
| Abstentions | Abstentions        | Abstentions | Abstentions | 7 776        | 47,25        | 8 263       | 50,22       |
| Votants     | Votants            | Votants     | Votants     | 8 682        | 52,75        | 8 192       | 49,78       |
| Blancs      | Blancs             | Blancs      | Blancs      | 223          | 2,57         | 491         | 5,99        |
| Nuls        | Nuls               | Nuls        | Nuls        | 125          | 1,44         | 307         | 3,75        |
| Exprimés    | Exprimés           | Exprimés    | Exprimés    | 8 334        | 95,99        | 7 394       | 90,26       |

### Canton de Lanvallay
| Candidats            | Candidats         | Partis      | Partis      | Premier tour | Premier tour | Second tour | Second tour |
| Candidats            | Candidats         | Partis      | Partis      | Voix         | %            | Voix        | %           |
| -------------------- | ----------------- | ----------- | ----------- | ------------ | ------------ | ----------- | ----------- |
| 1                    | Cécile Arnauld    |             | FN          | 1 800        | 21,90        |             |             |
| 1                    | Jean-Louis Robin  |             | FN          | 1 800        | 21,90        |             |             |
| 2                    | Didier Dufour     |             | ND          | 814          | 9,90         |             |             |
| 2                    | Jocelyne Leclerc  |             | EÉLV        | 814          | 9,90         |             |             |
| 3                    | Martine Bugeaud   |             | DVG         | 2 806        | 34,14        | 4 014       | 49,65       |
| 3                    | Jean-Louis Nogues |             | PS          | 2 806        | 34,14        | 4 014       | 49,65       |
| 4                    | Michel Daugan*    |             | UMP         | 2 800        | 34,06        | 4 070       | 50,35       |
| 4                    | Véronique Meheust |             | DVD         | 2 800        | 34,06        | 4 070       | 50,35       |
|                      |                   |             |             |              |              |             |             |
| Inscrits             | Inscrits          | Inscrits    | Inscrits    | 15 215       | 100,00       | 15 214      | 100,00      |
| Abstentions          | Abstentions       | Abstentions | Abstentions | 6 559        | 43,11        | 6 419       | 42,19       |
| Votants              | Votants           | Votants     | Votants     | 8 656        | 56,89        | 8 795       | 57,81       |
| Blancs               | Blancs            | Blancs      | Blancs      | 275          | 3,18         | 448         | 5,09        |
| Nuls                 | Nuls              | Nuls        | Nuls        | 161          | 1,86         | 263         | 2,99        |
| Exprimés             | Exprimés          | Exprimés    | Exprimés    | 8 220        | 94,96        | 8 084       | 91,92       |
| * conseiller sortant |                   |             |             |              |              |             |             |

### Canton de Loudéac
| Candidats   | Candidats             | Partis      | Partis      | Premier tour | Premier tour | Second tour | Second tour |
| Candidats   | Candidats             | Partis      | Partis      | Voix         | %            | Voix        | %           |
| ----------- | --------------------- | ----------- | ----------- | ------------ | ------------ | ----------- | ----------- |
| 1           | Géraldine Hillion     |             | FN          | 1 263        | 17,21        |             |             |
| 1           | Christophe Quaegebeur |             | FN          | 1 263        | 17,21        |             |             |
| 2           | Jean-Paul Duault      |             | PS          | 2 465        | 33,59        | 2 818       | 38,32       |
| 2           | Clémence Jouan        |             | DVG         | 2 465        | 33,59        | 2 818       | 38,32       |
| 3           | Béatrice Boulanger    |             | UMP         | 3 611        | 49,2         | 4 536       | 61,68       |
| 3           | Romain Boutron        |             | DVD         | 3 611        | 49,2         | 4 536       | 61,68       |
|             |                       |             |             |              |              |             |             |
| Inscrits    | Inscrits              | Inscrits    | Inscrits    | 13 755       | 100,00       | 13 751      | 100,00      |
| Abstentions | Abstentions           | Abstentions | Abstentions | 6 089        | 44,27        | 5 934       | 43,15       |
| Votants     | Votants               | Votants     | Votants     | 7 666        | 55,73        | 7 817       | 56,85       |
| Blancs      | Blancs                | Blancs      | Blancs      | 190          | 2,48         | 265         | 3,39        |
| Nuls        | Nuls                  | Nuls        | Nuls        | 137          | 1,79         | 198         | 2,53        |
| Exprimés    | Exprimés              | Exprimés    | Exprimés    | 7 339        | 95,73        | 7 354       | 94,08       |

### Canton de Mûr-de-Bretagne
| Candidats            | Candidats          | Partis      | Partis      | Premier tour | Premier tour | Second tour | Second tour |
| Candidats            | Candidats          | Partis      | Partis      | Voix         | %            | Voix        | %           |
| -------------------- | ------------------ | ----------- | ----------- | ------------ | ------------ | ----------- | ----------- |
| 1                    | Monique Le Clezio* |             | PS          | 2 588        | 31,12        | 3 276       | 39,01       |
| 1                    | Fabris Tréhorel    |             | UDB         | 2 588        | 31,12        | 3 276       | 39,01       |
| 2                    | Michelle Le Gac    |             | DVD         | 1 387        | 16,68        |             |             |
| 2                    | Guy Le Helloco     |             | DVD         | 1 387        | 16,68        |             |             |
| 3                    | Céline Guillaume   |             | DVD         | 3 014        | 36,24        | 5 121       | 60,99       |
| 3                    | Loïc Roscouët      |             | UMP         | 3 014        | 36,24        | 5 121       | 60,99       |
| 4                    | Martine Dréano     |             | FN          | 1 327        | 15,96        |             |             |
| 4                    | Hervé Mansard      |             | FN          | 1 327        | 15,96        |             |             |
|                      |                    |             |             |              |              |             |             |
| Inscrits             | Inscrits           | Inscrits    | Inscrits    | 14 016       | 100,00       | 14 013      | 100,00      |
| Abstentions          | Abstentions        | Abstentions | Abstentions | 5 334        | 38,06        | 5 190       | 37,04       |
| Votants              | Votants            | Votants     | Votants     | 8 682        | 61,94        | 8 823       | 62,96       |
| Blancs               | Blancs             | Blancs      | Blancs      | 247          | 2,84         | 259         | 2,94        |
| Nuls                 | Nuls               | Nuls        | Nuls        | 119          | 1,37         | 167         | 1,89        |
| Exprimés             | Exprimés           | Exprimés    | Exprimés    | 8 316        | 95,78        | 8 397       | 95,17       |
| * conseiller sortant |                    |             |             |              |              |             |             |

### Canton de Paimpol
| Candidats            | Candidats                 | Partis      | Partis      | Premier tour | Premier tour | Second tour | Second tour |
| Candidats            | Candidats                 | Partis      | Partis      | Voix         | %            | Voix        | %           |
| -------------------- | ------------------------- | ----------- | ----------- | ------------ | ------------ | ----------- | ----------- |
| 1                    | Pierre Le Mével           |             | FN          | 1 751        | 19,71        |             |             |
| 1                    | Nicole Menguy             |             | FN          | 1 751        | 19,71        |             |             |
| 2                    | Jean-Yves de Chaisemartin |             | UDI         | 2 981        | 33,56        | 4 281       | 50,13       |
| 2                    | Monique Nicolas           |             | UDI         | 2 981        | 33,56        | 4 281       | 50,13       |
| 3                    | Jacques Mangold           |             | EÉLV        | 1 432        | 16,12        |             |             |
| 3                    | Jeanne Rolland            |             | DVG         | 1 432        | 16,12        |             |             |
| 4                    | Éric Bothorel*            |             | PS          | 2 719        | 30,61        | 4 258       | 49,87       |
| 4                    | Martine Le Morvan         |             | UDB         | 2 719        | 30,61        | 4 258       | 49,87       |
|                      |                           |             |             |              |              |             |             |
| Inscrits             | Inscrits                  | Inscrits    | Inscrits    | 16 593       | 100,00       | 16 593      | 100,00      |
| Abstentions          | Abstentions               | Abstentions | Abstentions | 7 254        | 43,72        | 7 269       | 43,81       |
| Votants              | Votants                   | Votants     | Votants     | 9 339        | 56,28        | 9 324       | 56,19       |
| Blancs               | Blancs                    | Blancs      | Blancs      | 276          | 2,96         | 455         | 4,88        |
| Nuls                 | Nuls                      | Nuls        | Nuls        | 180          | 1,93         | 330         | 3,54        |
| Exprimés             | Exprimés                  | Exprimés    | Exprimés    | 8 883        | 95,12        | 8 539       | 91,58       |
| * conseiller sortant |                           |             |             |              |              |             |             |

### Canton de Perros-Guirec
| Candidats            | Candidats         | Partis      | Partis      | Premier tour | Premier tour | Second tour | Second tour |
| Candidats            | Candidats         | Partis      | Partis      | Voix         | %            | Voix        | %           |
| -------------------- | ----------------- | ----------- | ----------- | ------------ | ------------ | ----------- | ----------- |
| 1                    | Christine Hervio  |             | PCF         | 1 104        | 9,35         |             |             |
| 1                    | Michel Le Gac     |             | PCF         | 1 104        | 9,35         |             |             |
| 2                    | Sylvie Bourbigot* |             | EÉLV        | 4 018        | 34,04        | 5 569       | 48,3        |
| 2                    | Michel Peroche    |             | PS          | 4 018        | 34,04        | 5 569       | 48,3        |
| 3                    | Erven Léon        |             | DVD         | 4 554        | 38,58        | 5 961       | 51,7        |
| 3                    | Nicole Michel     |             | UMP         | 4 554        | 38,58        | 5 961       | 51,7        |
| 4                    | Thierry Gautier   |             | FN          | 2 129        | 18,03        |             |             |
| 4                    | Annick Lebiez     |             | FN          | 2 129        | 18,03        |             |             |
|                      |                   |             |             |              |              |             |             |
| Inscrits             | Inscrits          | Inscrits    | Inscrits    | 23 317       | 100,00       | 23 319      | 100,00      |
| Abstentions          | Abstentions       | Abstentions | Abstentions | 10 872       | 46,63        | 10 807      | 46,34       |
| Votants              | Votants           | Votants     | Votants     | 12 445       | 53,37        | 12 512      | 53,66       |
| Blancs               | Blancs            | Blancs      | Blancs      | 417          | 3,35         | 578         | 4,62        |
| Nuls                 | Nuls              | Nuls        | Nuls        | 223          | 1,79         | 404         | 3,23        |
| Exprimés             | Exprimés          | Exprimés    | Exprimés    | 11 805       | 94,86        | 11 530      | 92,15       |
| * conseiller sortant |                   |             |             |              |              |             |             |

### Canton de Plaintel
| Candidats   | Candidats         | Partis      | Partis      | Premier tour | Premier tour | Second tour | Second tour |
| Candidats   | Candidats         | Partis      | Partis      | Voix         | %            | Voix        | %           |
| ----------- | ----------------- | ----------- | ----------- | ------------ | ------------ | ----------- | ----------- |
| 1           | Thibaut Guignard  |             | UMP         | 3 523        | 44,01        | 4 414       | 56,07       |
| 1           | Delphine Martin   |             | DVD         | 3 523        | 44,01        | 4 414       | 56,07       |
| 2           | Marylène Le Maux  |             | PCF         | 547          | 6,83         |             |             |
| 2           | Roland Verde      |             | PCF         | 547          | 6,83         |             |             |
| 3           | Mickaël Bussard   |             | FN          | 1 329        | 16,60        |             |             |
| 3           | Sandra Gelard     |             | FN          | 1 329        | 16,60        |             |             |
| 4           | Jérôme Le Nouvel  |             | DVG         | 2 606        | 32,55        | 3 458       | 43,93       |
| 4           | Nadine L'Échelard |             | DVG         | 2 606        | 32,55        | 3 458       | 43,93       |
|             |                   |             |             |              |              |             |             |
| Inscrits    | Inscrits          | Inscrits    | Inscrits    | 14 066       | 100,00       | 14 054      | 100,00      |
| Abstentions | Abstentions       | Abstentions | Abstentions | 5 672        | 40,32        | 5 606       | 39,89       |
| Votants     | Votants           | Votants     | Votants     | 8 394        | 59,68        | 8 448       | 60,11       |
| Blancs      | Blancs            | Blancs      | Blancs      | 271          | 3,23         | 353         | 4,18        |
| Nuls        | Nuls              | Nuls        | Nuls        | 118          | 1,41         | 223         | 2,64        |
| Exprimés    | Exprimés          | Exprimés    | Exprimés    | 8 005        | 95,37        | 7 872       | 93,18       |

### Canton de Plancoët
| Candidats            | Candidats             | Partis      | Partis      | Premier tour | Premier tour | Second tour | Second tour |
| Candidats            | Candidats             | Partis      | Partis      | Voix         | %            | Voix        | %           |
| -------------------- | --------------------- | ----------- | ----------- | ------------ | ------------ | ----------- | ----------- |
| 1                    | Marie-Christine Cotin |             | DVD         | 3 164        | 40,7         | 4 361       | 55,2        |
| 1                    | Michel Desbois        |             | UMP         | 3 164        | 40,7         | 4 361       | 55,2        |
| 2                    | Pascale Guilcher*     |             | DVG         | 3 014        | 38,77        | 3 540       | 44,8        |
| 2                    | Philippe Meslay*      |             | PS          | 3 014        | 38,77        | 3 540       | 44,8        |
| 3                    | Philippe Miailhes     |             | FN          | 1 596        | 20,53        |             |             |
| 3                    | Stéphanie Repellin    |             | FN          | 1 596        | 20,53        |             |             |
|                      |                       |             |             |              |              |             |             |
| Inscrits             | Inscrits              | Inscrits    | Inscrits    | 14 332       | 100,00       | 14 331      | 100,00      |
| Abstentions          | Abstentions           | Abstentions | Abstentions | 6 091        | 42,5         | 5 804       | 40,5        |
| Votants              | Votants               | Votants     | Votants     | 8 241        | 57,5         | 8 527       | 59,5        |
| Blancs               | Blancs                | Blancs      | Blancs      | 303          | 3,68         | 375         | 4,4         |
| Nuls                 | Nuls                  | Nuls        | Nuls        | 164          | 1,99         | 251         | 2,94        |
| Exprimés             | Exprimés              | Exprimés    | Exprimés    | 7 774        | 94,33        | 7 901       | 92,66       |
| * conseiller sortant |                       |             |             |              |              |             |             |

### Canton de Plélo
| Candidats   | Candidats              | Partis      | Partis      | Premier tour | Premier tour | Second tour | Second tour |
| Candidats   | Candidats              | Partis      | Partis      | Voix         | %            | Voix        | %           |
| ----------- | ---------------------- | ----------- | ----------- | ------------ | ------------ | ----------- | ----------- |
| 1           | Valérie Berthier-Levif |             | PS          | 3 387        | 36,34        | 3 884       | 42,69       |
| 1           | Denis Follet           |             | PS          | 3 387        | 36,34        | 3 884       | 42,69       |
| 2           | Françoise Golhen       |             | DVD         | 4 022        | 43,15        | 5 215       | 57,31       |
| 2           | Yves-Jean Le Coqû      |             | MoDem       | 4 022        | 43,15        | 5 215       | 57,31       |
| 3           | Chantal Bauvy          |             | FN          | 1 912        | 20,51        |             |             |
| 3           | Gilles Ferrière        |             | FN          | 1 912        | 20,51        |             |             |
|             |                        |             |             |              |              |             |             |
| Inscrits    | Inscrits               | Inscrits    | Inscrits    | 18 052       | 100,00       | 18 052      | 100,00      |
| Abstentions | Abstentions            | Abstentions | Abstentions | 8 043        | 44,55        | 8 090       | 44,81       |
| Votants     | Votants                | Votants     | Votants     | 10 009       | 55,45        | 9 962       | 55,19       |
| Blancs      | Blancs                 | Blancs      | Blancs      | 433          | 4,33         | 564         | 5,66        |
| Nuls        | Nuls                   | Nuls        | Nuls        | 255          | 2,55         | 299         | 3           |
| Exprimés    | Exprimés               | Exprimés    | Exprimés    | 9 321        | 93,13        | 9 099       | 91,34       |

### Canton de Plénée-Jugon
| Candidats            | Candidats       | Partis      | Partis      | Premier tour | Premier tour | Second tour | Second tour |
| Candidats            | Candidats       | Partis      | Partis      | Voix         | %            | Voix        | %           |
| -------------------- | --------------- | ----------- | ----------- | ------------ | ------------ | ----------- | ----------- |
| 1                    | Florence Corbel |             | DVD         | 2 659        | 35,74        | 3 334       | 45,39       |
| 1                    | Sylvain Oréal   |             | DVD         | 2 659        | 35,74        | 3 334       | 45,39       |
| 2                    | Monique Haméon* |             | PCF         | 3 412        | 45,87        | 4 011       | 54,61       |
| 2                    | Didier Yon      |             | DVG         | 3 412        | 45,87        | 4 011       | 54,61       |
| 3                    | Didier Audet    |             | FN          | 1 368        | 18,39        |             |             |
| 3                    | Annie Blanc     |             | FN          | 1 368        | 18,39        |             |             |
|                      |                 |             |             |              |              |             |             |
| Inscrits             | Inscrits        | Inscrits    | Inscrits    | 13 819       | 100,00       | 13 817      | 100,00      |
| Abstentions          | Abstentions     | Abstentions | Abstentions | 5 900        | 42,69        | 5 862       | 42,43       |
| Votants              | Votants         | Votants     | Votants     | 7 919        | 57,31        | 7 955       | 57,57       |
| Blancs               | Blancs          | Blancs      | Blancs      | 281          | 3,55         | 321         | 4,04        |
| Nuls                 | Nuls            | Nuls        | Nuls        | 199          | 2,51         | 289         | 3,63        |
| Exprimés             | Exprimés        | Exprimés    | Exprimés    | 7 439        | 93,94        | 7 345       | 92,33       |
| * conseiller sortant |                 |             |             |              |              |             |             |

### Canton de Pléneuf-Val-André
| Candidats            | Candidats                 | Partis      | Partis      | Premier tour | Premier tour | Second tour | Second tour |
| Candidats            | Candidats                 | Partis      | Partis      | Voix         | %            | Voix        | %           |
| -------------------- | ------------------------- | ----------- | ----------- | ------------ | ------------ | ----------- | ----------- |
| 1                    | Marie-Madeleine Michel    |             | DVD         | 5 011        | 39,88        | 6 879       | 53,94       |
| 1                    | Yannick Morin             |             | UMP         | 5 011        | 39,88        | 6 879       | 53,94       |
| 2                    | Hakim Hocine              |             | DVG         | 4 979        | 39,63        | 5 873       | 46,06       |
| 2                    | Marie-Reine Tillon*       |             | DVG         | 4 979        | 39,63        | 5 873       | 46,06       |
| 3                    | Thierry Bectarte          |             | FN          | 2 574        | 20,49        |             |             |
| 3                    | Valérie-Anne de Cacqueray |             | FN          | 2 574        | 20,49        |             |             |
|                      |                           |             |             |              |              |             |             |
| Inscrits             | Inscrits                  | Inscrits    | Inscrits    | 22 314       | 100,00       | 22 308      | 100,00      |
| Abstentions          | Abstentions               | Abstentions | Abstentions | 9 106        | 40,81        | 8 646       | 38,76       |
| Votants              | Votants                   | Votants     | Votants     | 13 208       | 59,19        | 13 662      | 61,24       |
| Blancs               | Blancs                    | Blancs      | Blancs      | 417          | 3,16         | 576         | 4,22        |
| Nuls                 | Nuls                      | Nuls        | Nuls        | 227          | 1,72         | 334         | 2,44        |
| Exprimés             | Exprimés                  | Exprimés    | Exprimés    | 12 564       | 95,12        | 12 752      | 93,34       |
| * conseiller sortant |                           |             |             |              |              |             |             |

### Canton de Plérin
| Candidats            | Candidats                | Partis      | Partis      | Premier tour | Premier tour | Second tour | Second tour |
| Candidats            | Candidats                | Partis      | Partis      | Voix         | %            | Voix        | %           |
| -------------------- | ------------------------ | ----------- | ----------- | ------------ | ------------ | ----------- | ----------- |
| 1                    | Sandrine Madec           |             | FN          | 1 762        | 17,61        |             |             |
| 1                    | Gabriel Monfort          |             | FN          | 1 762        | 17,61        |             |             |
| 2                    | Ronan Kerdraon           |             | PS          | 3 532        | 35,30        | 4 933       | 49,75       |
| 2                    | Andrée Kerleguer-Viougea |             | UDB         | 3 532        | 35,30        | 4 933       | 49,75       |
| 3                    | Michelle Carmès          |             | FG          | 1 245        | 12,44        |             |             |
| 3                    | Didier Flageul           |             | PCF         | 1 245        | 12,44        |             |             |
| 4                    | Alain Cadec*             |             | UMP         | 3 466        | 34,64        | 4 983       | 50,25       |
| 4                    | Monique Le Vée           |             | DVD         | 3 466        | 34,64        | 4 983       | 50,25       |
|                      |                          |             |             |              |              |             |             |
| Inscrits             | Inscrits                 | Inscrits    | Inscrits    | 16 913       | 100,00       | 16 912      | 100,00      |
| Abstentions          | Abstentions              | Abstentions | Abstentions | 6 460        | 38,2         | 6 190       | 36,6        |
| Votants              | Votants                  | Votants     | Votants     | 10 453       | 61,8         | 10 722      | 63,4        |
| Blancs               | Blancs                   | Blancs      | Blancs      | 292          | 2,79         | 520         | 4,85        |
| Nuls                 | Nuls                     | Nuls        | Nuls        | 156          | 1,49         | 286         | 2,67        |
| Exprimés             | Exprimés                 | Exprimés    | Exprimés    | 10 005       | 95,71        | 9 916       | 92,48       |
| * conseiller sortant |                          |             |             |              |              |             |             |

### Canton de Pleslin-Trigavou
| Candidats   | Candidats                 | Partis      | Partis      | Premier tour | Premier tour | Second tour | Second tour |
| Candidats   | Candidats                 | Partis      | Partis      | Voix         | %            | Voix        | %           |
| ----------- | ------------------------- | ----------- | ----------- | ------------ | ------------ | ----------- | ----------- |
| 1           | Raymond Armange           |             | PS          | 2 418        | 31,79        | 3 339       | 46,05       |
| 1           | Hélène Coz                |             | PS          | 2 418        | 31,79        | 3 339       | 46,05       |
| 2           | Alain Hugues              |             | EÉLV        | 926          | 12,17        |             |             |
| 2           | Lisianne Rault            |             | EÉLV        | 926          | 12,17        |             |             |
| 3           | Jacques-Antoine Haëntjens |             | FN          | 1 598        | 21,01        |             |             |
| 3           | Anaïs Totée               |             | FN          | 1 598        | 21,01        |             |             |
| 4           | Françoise Bichon          |             | DVD         | 2 665        | 35,03        | 3 912       | 53,95       |
| 4           | Eugène Caro               |             | DVD         | 2 665        | 35,03        | 3 912       | 53,95       |
|             |                           |             |             |              |              |             |             |
| Inscrits    | Inscrits                  | Inscrits    | Inscrits    | 14 037       | 100,00       | 14 034      | 100,00      |
| Abstentions | Abstentions               | Abstentions | Abstentions | 6 027        | 42,94        | 6 047       | 43,09       |
| Votants     | Votants                   | Votants     | Votants     | 8 010        | 57,06        | 7 987       | 56,91       |
| Blancs      | Blancs                    | Blancs      | Blancs      | 265          | 3,31         | 465         | 5,82        |
| Nuls        | Nuls                      | Nuls        | Nuls        | 138          | 1,72         | 271         | 3,39        |
| Exprimés    | Exprimés                  | Exprimés    | Exprimés    | 7 607        | 94,97        | 7 251       | 90,79       |

### Canton de Plestin-les-Grèves
| Candidats            | Candidats             | Partis      | Partis      | Premier tour | Premier tour | Second tour | Second tour |
| Candidats            | Candidats             | Partis      | Partis      | Voix         | %            | Voix        | %           |
| -------------------- | --------------------- | ----------- | ----------- | ------------ | ------------ | ----------- | ----------- |
| 1                    | Edwige Kerboriou      |             | DVD         | 2 418        | 25,61        | 4 209       | 47,72       |
| 1                    | Jean-François Le Gall |             | DVD         | 2 418        | 25,61        | 4 209       | 47,72       |
| 2                    | Brigitte Gourhant     |             | DVG         | 1 955        | 20,70        |             |             |
| 2                    | Gérard Quilin*        |             | PS          | 1 955        | 20,70        |             |             |
| 3                    | Maria Briand          |             | FN          | 1 601        | 16,95        |             |             |
| 3                    | Pascal Lécossois      |             | FN          | 1 601        | 16,95        |             |             |
| 4                    | André Coent*          |             | PS          | 3 469        | 36,74        | 4 612       | 52,28       |
| 4                    | Claudine Le Bastard   |             | PCF         | 3 469        | 36,74        | 4 612       | 52,28       |
|                      |                       |             |             |              |              |             |             |
| Inscrits             | Inscrits              | Inscrits    | Inscrits    | 16 724       | 100,00       | 16 717      | 100,00      |
| Abstentions          | Abstentions           | Abstentions | Abstentions | 6 714        | 40,15        | 7 012       | 41,95       |
| Votants              | Votants               | Votants     | Votants     | 10 010       | 59,85        | 9 705       | 58,05       |
| Blancs               | Blancs                | Blancs      | Blancs      | 298          | 2,98         | 476         | 4,9         |
| Nuls                 | Nuls                  | Nuls        | Nuls        | 269          | 2,69         | 408         | 4,2         |
| Exprimés             | Exprimés              | Exprimés    | Exprimés    | 9 443        | 94,34        | 8 821       | 90,89       |
| * conseiller sortant |                       |             |             |              |              |             |             |

### Canton de Ploufragan
| Candidats   | Candidats                     | Partis      | Partis      | Premier tour | Premier tour | Second tour | Second tour |
| Candidats   | Candidats                     | Partis      | Partis      | Voix         | %            | Voix        | %           |
| ----------- | ----------------------------- | ----------- | ----------- | ------------ | ------------ | ----------- | ----------- |
| 1           | Claude Blanchard              |             | DVD         | 2 544        | 30,79        | 3 428       | 44,12       |
| 1           | Anne-Laure Hinault-le Bellégo |             | DVD         | 2 544        | 30,79        | 3 428       | 44,12       |
| 2           | Jean-Marc Dejoué              |             | PCF         | 3 965        | 47,98        | 4 342       | 55,88       |
| 2           | Christine Orain Grovalet      |             | PS          | 3 965        | 47,98        | 4 342       | 55,88       |
| 3           | Rémi Dumesnil                 |             | FN          | 1 754        | 21,23        |             |             |
| 3           | Guylaine Polano               |             | FN          | 1 754        | 21,23        |             |             |
|             |                               |             |             |              |              |             |             |
| Inscrits    | Inscrits                      | Inscrits    | Inscrits    | 16 628       | 100,00       | 16 628      | 100,00      |
| Abstentions | Abstentions                   | Abstentions | Abstentions | 7 765        | 46,7         | 8 108       | 48,76       |
| Votants     | Votants                       | Votants     | Votants     | 8 863        | 53,3         | 8 520       | 51,24       |
| Blancs      | Blancs                        | Blancs      | Blancs      | 382          | 4,31         | 432         | 5,07        |
| Nuls        | Nuls                          | Nuls        | Nuls        | 218          | 2,46         | 318         | 3,73        |
| Exprimés    | Exprimés                      | Exprimés    | Exprimés    | 8 263        | 93,23        | 7 770       | 91,2        |

### Canton de Plouha
| Candidats            | Candidats             | Partis      | Partis      | Premier tour | Premier tour | Second tour | Second tour |
| Candidats            | Candidats             | Partis      | Partis      | Voix         | %            | Voix        | %           |
| -------------------- | --------------------- | ----------- | ----------- | ------------ | ------------ | ----------- | ----------- |
| 1                    | Alain Le Carduner     |             | FN          | 2 362        | 19,93        |             |             |
| 1                    | Marie-France Meillier |             | FN          | 2 362        | 19,93        |             |             |
| 2                    | Sonia Galerne         |             | EÉLV        | 1 100        | 9,28         |             |             |
| 2                    | Noël Pierre           |             | EÉLV        | 1 100        | 9,28         |             |             |
| 3                    | Valérie Rumiano       |             | UMP         | 3 888        | 32,8         | 5 937       | 52,03       |
| 3                    | Thierry Simelière     |             | UDI         | 3 888        | 32,8         | 5 937       | 52,03       |
| 4                    | Chantal Delugin       |             | PS          | 3 840        | 32,4         | 5 473       | 47,97       |
| 4                    | Loïc Raoult*          |             | PS          | 3 840        | 32,4         | 5 473       | 47,97       |
| 5                    | Xavier Compain        |             | PCF         | 663          | 5,59         |             |             |
| 5                    | Patricia Viollette    |             | PCF         | 663          | 5,59         |             |             |
|                      |                       |             |             |              |              |             |             |
| Inscrits             | Inscrits              | Inscrits    | Inscrits    | 21 792       | 100,00       | 21 791      | 100,00      |
| Abstentions          | Abstentions           | Abstentions | Abstentions | 9 431        | 43,28        | 9 382       | 43,05       |
| Votants              | Votants               | Votants     | Votants     | 12 361       | 56,72        | 12 409      | 56,95       |
| Blancs               | Blancs                | Blancs      | Blancs      | 357          | 2,89         | 642         | 5,17        |
| Nuls                 | Nuls                  | Nuls        | Nuls        | 151          | 1,22         | 357         | 2,88        |
| Exprimés             | Exprimés              | Exprimés    | Exprimés    | 11 853       | 95,89        | 11 410      | 91,95       |
| * conseiller sortant |                       |             |             |              |              |             |             |

### Canton de Rostrenen
| Candidats            | Candidats         | Partis      | Partis      | Premier tour | Premier tour | Second tour | Second tour |
| Candidats            | Candidats         | Partis      | Partis      | Voix         | %            | Voix        | %           |
| -------------------- | ----------------- | ----------- | ----------- | ------------ | ------------ | ----------- | ----------- |
| 1                    | Martin Chauvet    |             | FN          | 1 479        | 18,37        |             |             |
| 1                    | Christine Cuguen  |             | FN          | 1 479        | 18,37        |             |             |
| 2                    | Alain Gueguen*    |             | PS          | 3 782        | 46,97        | 4 917       | 66,31       |
| 2                    | Sandra Le Nouvel  |             | PS          | 3 782        | 46,97        | 4 917       | 66,31       |
| 3                    | Hervé Le Gall     |             | UDB         | 905          | 11,24        |             |             |
| 3                    | Cécile Lefresne   |             | DVG         | 905          | 11,24        |             |             |
| 4                    | Annick Gaudron    |             | DVD         | 1 886        | 23,42        | 2 498       | 33,69       |
| 4                    | Christian Gautier |             | DVD         | 1 886        | 23,42        | 2 498       | 33,69       |
|                      |                   |             |             |              |              |             |             |
| Inscrits             | Inscrits          | Inscrits    | Inscrits    | 15 255       | 100,00       | 15 257      | 100,00      |
| Abstentions          | Abstentions       | Abstentions | Abstentions | 6 618        | 43,38        | 6 985       | 45,78       |
| Votants              | Votants           | Votants     | Votants     | 8 637        | 56,62        | 8 272       | 54,22       |
| Blancs               | Blancs            | Blancs      | Blancs      | 369          | 4,27         | 559         | 6,76        |
| Nuls                 | Nuls              | Nuls        | Nuls        | 216          | 2,5          | 298         | 3,6         |
| Exprimés             | Exprimés          | Exprimés    | Exprimés    | 8 052        | 93,23        | 7 415       | 89,64       |
| * conseiller sortant |                   |             |             |              |              |             |             |

### Canton de Saint-Brieuc-1
| Candidats   | Candidats          | Partis      | Partis      | Premier tour | Premier tour | Second tour | Second tour |
| Candidats   | Candidats          | Partis      | Partis      | Voix         | %            | Voix        | %           |
| ----------- | ------------------ | ----------- | ----------- | ------------ | ------------ | ----------- | ----------- |
| 1           | Blandine Claessens |             | EÉLV        | 1 220        | 16,95        |             |             |
| 1           | Yannick Le Cam     |             | PCF         | 1 220        | 16,95        |             |             |
| 2           | Gérard Blégean     |             | UDI         | 2 795        | 38,83        | 3 681       | 54,47       |
| 2           | Brigitte Blevin    |             | DVD         | 2 795        | 38,83        | 3 681       | 54,47       |
| 3           | Vanessa Montreer   |             | FN          | 1 218        | 16,92        |             |             |
| 3           | Philippe Ollivier  |             | FN          | 1 218        | 16,92        |             |             |
| 4           | Hugo Gouysse       |             | PS          | 1 965        | 27,30        | 3 203       | 46,87       |
| 4           | Monique Lucas      |             | PS          | 1 965        | 27,30        | 3 203       | 46,87       |
|             |                    |             |             |              |              |             |             |
| Inscrits    | Inscrits           | Inscrits    | Inscrits    | 14 772       | 100,00       | 14 873      | 100,00      |
| Abstentions | Abstentions        | Abstentions | Abstentions | 7 211        | 48,82        | 7 492       | 50,37       |
| Votants     | Votants            | Votants     | Votants     | 7 561        | 51,18        | 7 381       | 49,63       |
| Blancs      | Blancs             | Blancs      | Blancs      | 233          | 3,08         | 354         | 4,8         |
| Nuls        | Nuls               | Nuls        | Nuls        | 130          | 1,72         | 269         | 3,64        |
| Exprimés    | Exprimés           | Exprimés    | Exprimés    | 7 198        | 95,2         | 6 758       | 91,56       |

### Canton de Saint-Brieuc-2
| Candidats   | Candidats         | Partis      | Partis      | Premier tour | Premier tour | Second tour | Second tour |
| Candidats   | Candidats         | Partis      | Partis      | Voix         | %            | Voix        | %           |
| ----------- | ----------------- | ----------- | ----------- | ------------ | ------------ | ----------- | ----------- |
| 1           | Nadège Langlais   |             | PS          | 2 422        | 33,34        | 3 631       | 53,13       |
| 1           | Christian Provost |             | DVG         | 2 422        | 33,34        | 3 631       | 53,13       |
| 2           | Cigdem Aktas      |             | PCF         | 1 226        | 16,88        |             |             |
| 2           | Benoît Montagné   |             | UDB         | 1 226        | 16,88        |             |             |
| 3           | Christian Daniel  |             | UMP         | 2 312        | 31,83        | 3 203       | 46,87       |
| 3           | Françoise Pellan  |             | DVD         | 2 312        | 31,83        | 3 203       | 46,87       |
| 4           | Loïc Cuguen       |             | FN          | 1 304        | 17,95        |             |             |
| 4           | Nadège Oudin      |             | FN          | 1 304        | 17,95        |             |             |
|             |                   |             |             |              |              |             |             |
| Inscrits    | Inscrits          | Inscrits    | Inscrits    | 15 444       | 100,00       | 15 444      | 100,00      |
| Abstentions | Abstentions       | Abstentions | Abstentions | 7 749        | 50,17        | 7 897       | 51,13       |
| Votants     | Votants           | Votants     | Votants     | 7 695        | 49,83        | 7 547       | 48,87       |
| Blancs      | Blancs            | Blancs      | Blancs      | 280          | 3,64         | 419         | 5,55        |
| Nuls        | Nuls              | Nuls        | Nuls        | 151          | 1,96         | 294         | 3,9         |
| Exprimés    | Exprimés          | Exprimés    | Exprimés    | 7 264        | 94,4         | 6 834       | 90,55       |

### Canton de Trégueux
| Candidats   | Candidats              | Partis      | Partis      | Premier tour | Premier tour | Second tour | Second tour |
| Candidats   | Candidats              | Partis      | Partis      | Voix         | %            | Voix        | %           |
| ----------- | ---------------------- | ----------- | ----------- | ------------ | ------------ | ----------- | ----------- |
| 1           | Sylvie Guignard        |             | UDI         | 3 115        | 34,11        | 4 635       | 51,17       |
| 1           | Fernand Robert         |             | DVD         | 3 115        | 34,11        | 4 635       | 51,17       |
| 2           | Bruno Fessard          |             | FN          | 1 674        | 18,33        |             |             |
| 2           | Raymonde Sersour       |             | FN          | 1 674        | 18,33        |             |             |
| 3           | Christine Gacel        |             | PS          | 2 976        | 32,59        | 4 423       | 48,83       |
| 3           | Bertrand Le Beau       |             | PS          | 2 976        | 32,59        | 4 423       | 48,83       |
| 4           | Jean-François Philippe |             | PCF         | 1 368        | 14,98        |             |             |
| 4           | Catherine Simier       |             | FG          | 1 368        | 14,98        |             |             |
|             |                        |             |             |              |              |             |             |
| Inscrits    | Inscrits               | Inscrits    | Inscrits    | 18 324       | 100,00       | 18 324      | 100,00      |
| Abstentions | Abstentions            | Abstentions | Abstentions | 8 379        | 45,73        | 8 311       | 45,36       |
| Votants     | Votants                | Votants     | Votants     | 9 945        | 54,27        | 10 013      | 54,64       |
| Blancs      | Blancs                 | Blancs      | Blancs      | 647          | 6,51         | 718         | 7,17        |
| Nuls        | Nuls                   | Nuls        | Nuls        | 165          | 1,66         | 237         | 2,37        |
| Exprimés    | Exprimés               | Exprimés    | Exprimés    | 9 133        | 91,84        | 9 058       | 90,46       |

### Canton de Tréguier
| Candidats   | Candidats          | Partis      | Partis      | Premier tour | Premier tour | Second tour | Second tour |
| Candidats   | Candidats          | Partis      | Partis      | Voix         | %            | Voix        | %           |
| ----------- | ------------------ | ----------- | ----------- | ------------ | ------------ | ----------- | ----------- |
| 1           | Patricia Le Goas   |             | DVD         | 3 139        | 30,01        | 4 475       | 45,64       |
| 1           | Didier Rogard      |             | DVD         | 3 139        | 30,01        | 4 475       | 45,64       |
| 2           | Gwenaël Henry      |             | UDB         | 324          | 3,10         |             |             |
| 2           | Roselyne Le Moulec |             | UDB         | 324          | 3,10         |             |             |
| 3           | Pierrick Gouronnec |             | PS          | 3 816        | 36,48        | 5 331       | 54,36       |
| 3           | Isabelle Nicolas   |             | PS          | 3 816        | 36,48        | 5 331       | 54,36       |
| 4           | Jamila Lognoné     |             | FG          | 1 179        | 11,27        |             |             |
| 4           | René Mainguy       |             | PCF         | 1 179        | 11,27        |             |             |
| 5           | Sonia Lucas        |             | FN          | 2 003        | 19,15        |             |             |
| 5           | David Rogard       |             | FN          | 2 003        | 19,15        |             |             |
|             |                    |             |             |              |              |             |             |
| Inscrits    | Inscrits           | Inscrits    | Inscrits    | 18 957       | 100,00       | 18 956      | 100,00      |
| Abstentions | Abstentions        | Abstentions | Abstentions | 8 070        | 42,57        | 8 345       | 44,02       |
| Votants     | Votants            | Votants     | Votants     | 10 887       | 57,43        | 10 611      | 55,98       |
| Blancs      | Blancs             | Blancs      | Blancs      | 278          | 2,55         | 504         | 4,75        |
| Nuls        | Nuls               | Nuls        | Nuls        | 148          | 1,36         | 301         | 2,84        |
| Exprimés    | Exprimés           | Exprimés    | Exprimés    | 10 461       | 96,09        | 9 806       | 92,41       |